# بولين هوبكينز
بولين هوبكينز (بالإنجليزية: Pauline Hopkins)‏ (1859، بورتلاند في الولايات المتحدة - 13 أغسطس 1930، كامبريدج في الولايات المتحدة)؛ كاتِبة، كاتبة مسرحية، صحفية، ممثلة وروائية أمريكية.